# Chiton
El género Chiton es uno de los más conocidos de la clase Polyplacophora o Amphineura. Entre sus nombres vulgares se pueden mencionar quitón, apretador, cucaracha de mar, cochinilla de mar, piragüero (por su semejanza con una piragua) y, erróneamente, lapa. Estas especies se caracterizan por tener el cuerpo cubierto de ocho placas calcáreas, articuladas entre sí, que asemejan un caparazón. Si bien son algo duros, suelen consumirse por su buen sabor.
La concha, que no cubre más que la parte superior del animal, alcanza una longitud de 3 a 4 cm y su estructura especial está compuesta por ocho placas arqueadas y móviles colocadas como las tejas de un tejado. Cuando se siente en peligro puede enrollarse prácticamente en una bola.
El color de la concha es muy variable. Oscila del ocre amarillo al gris oliváceo y también puede ser negra, roja, amarilla o anaranjada. Posee estrías transversales y longitudinales. La segunda y la séptima placas suelen tener un color contrastado. Este molusco vive fijo sobre las piedras y rocas batidas por la resaca. Se alimenta de algas.
Su clase es la única dentro de los moluscos que presentan reductos de metamerización.
Sus dientes están recubiertos de una capa natural de magnetita que los hace extremadamente duros. Los quitones, sin embargo, producen este material de manera natural. El proceso comienza con una estructura de fibras de carbohidratos en el núcleo de cada diente. Estas fibras funcionan como una especie de andamio, y atraen iones cargados positivamente de magnesio y sodio. Los iones sirven, a su vez, para atraer otras proteínas con carga negativa que acumulan hierro y son las que van creando, capa tras capa, la cubierta casi irrompible de los dientes.

## Concha y manto

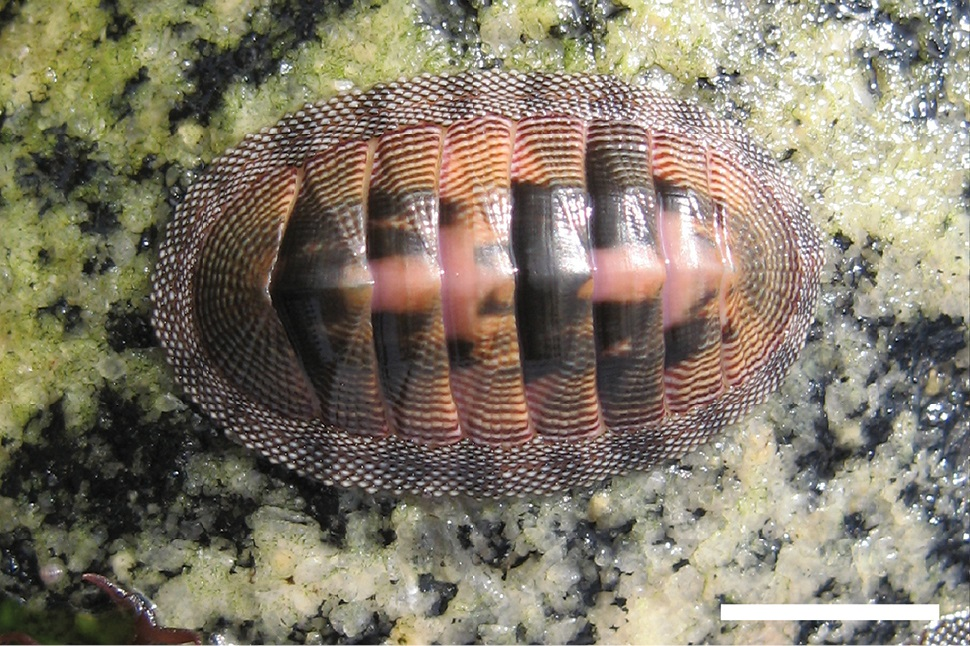
Chiton cumingsii

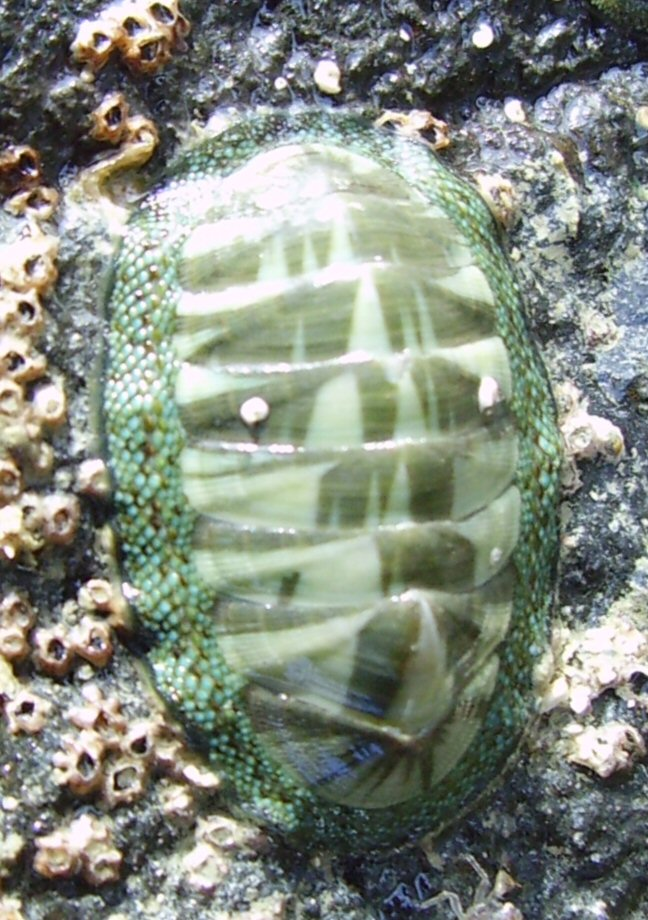
Chiton glaucus

El carácter más peculiar que presentan los quitones es su concha. La cúpula que presentaban ancestralmente los quitones se encuentra dividida en ocho placas transversales superpuestas, anchas y algo convexas. Es de aquí de donde se deriva el nombre de la subclase Polyplocophora, que significa portador de muchas placas. Todas las placas son similares entre sí, excepto las de los extremos, las placas cefálica y anal. El borde posterior se proyecta hacia atrás, y cada borde anterior y lateral sostiene una gran ala que se proyecta hacia adelante. Estas prolongaciones encajan debajo de la placa anterior, y cada placa se superpone a la siguiente. Si se exceptúa el borde posterior superpuesto, los bordes de cada placa se encuentran cubiertos por un pliegue del tejido del manto, quedando la concha de los quitones parcialmente englobada en el manto.

## Especies y taxonomía

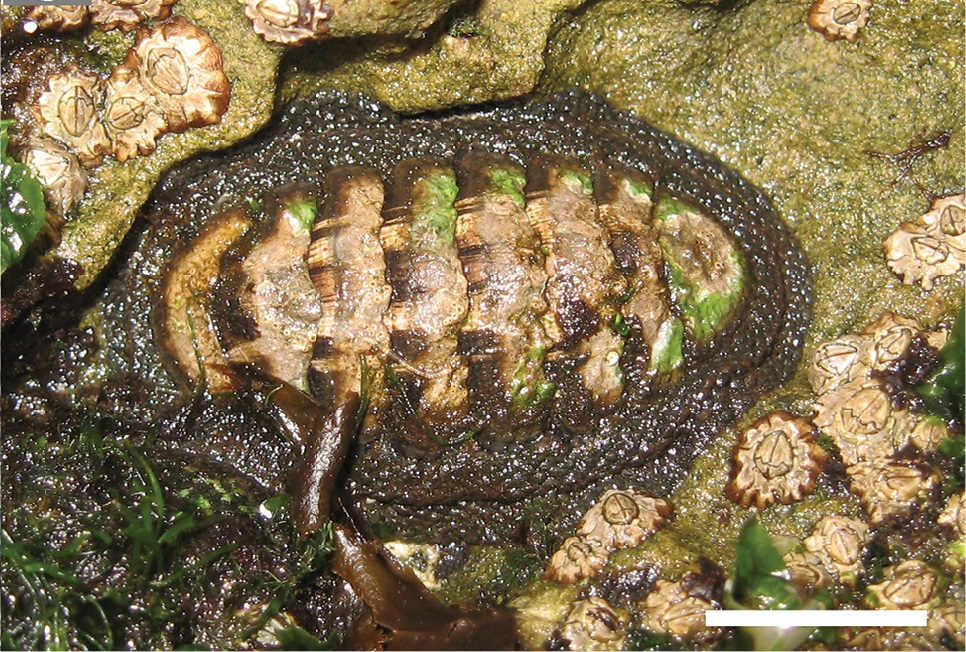
Chiton granosus

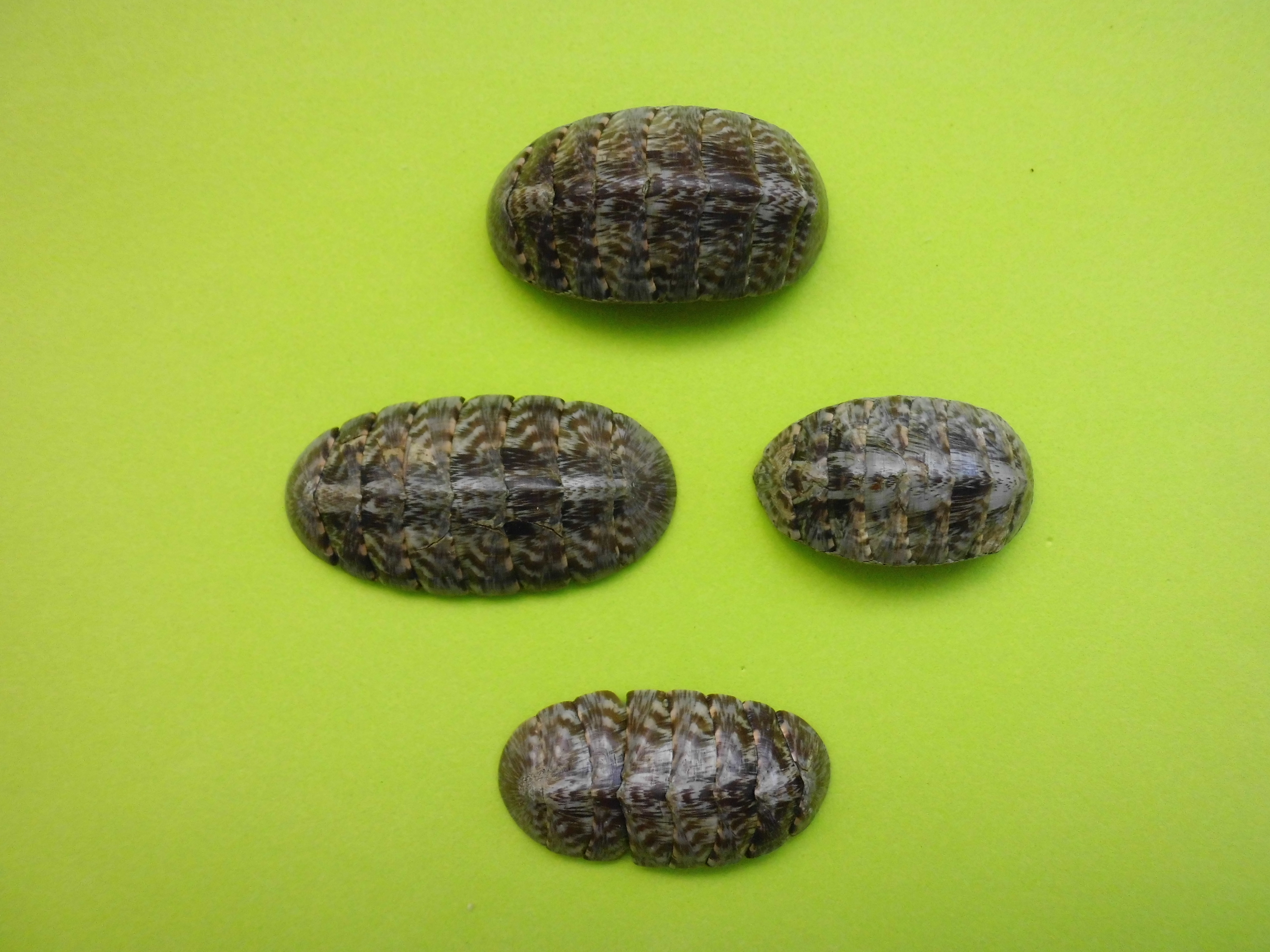
Chiton marmoratus

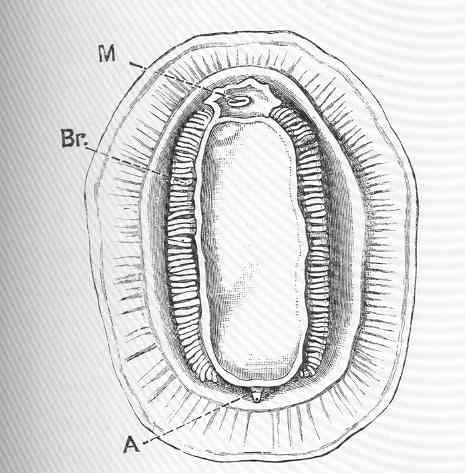
Chiton squamosus mostrando M=boca, Br=branquia y A=ano.

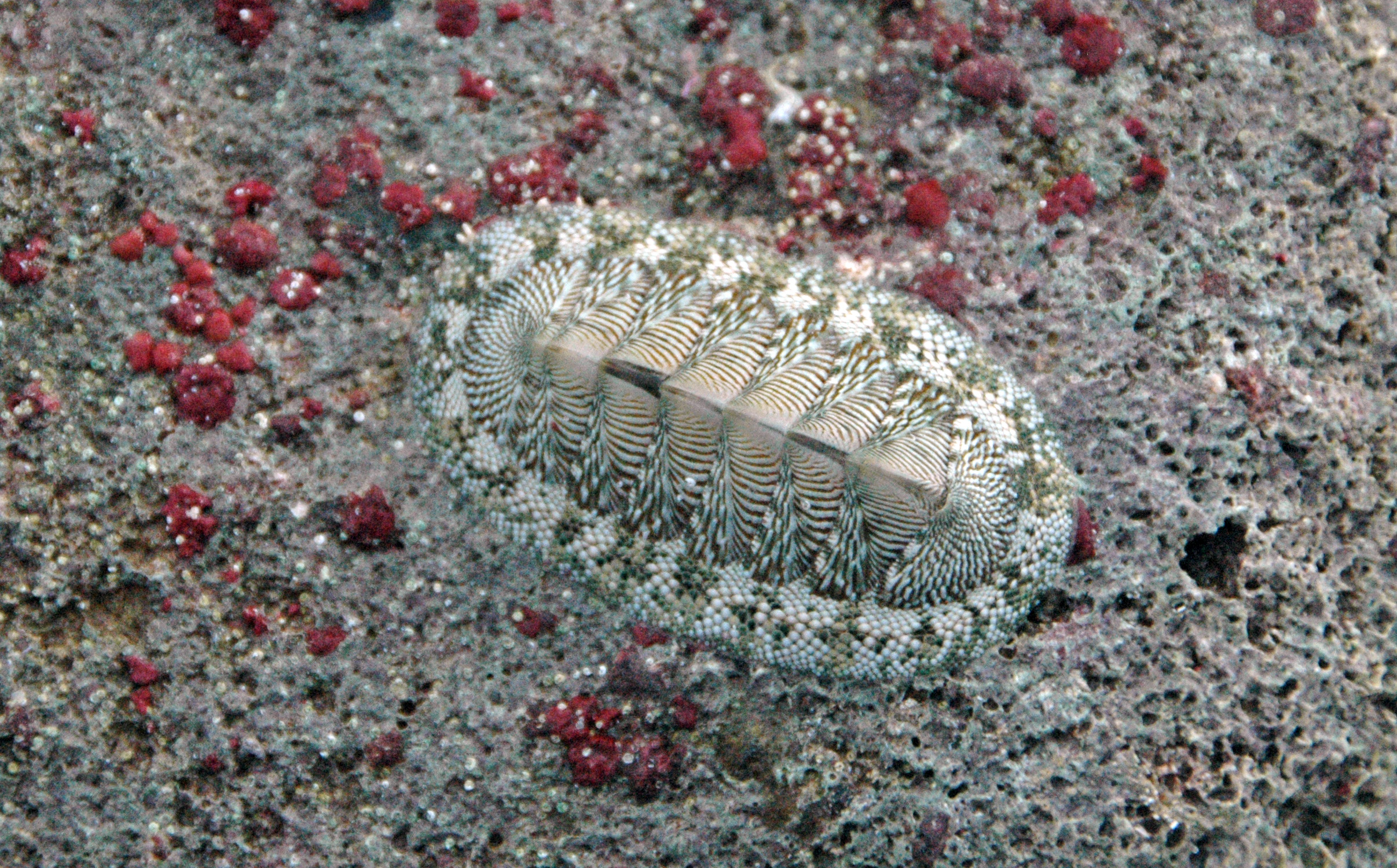
Chiton tuberculatus

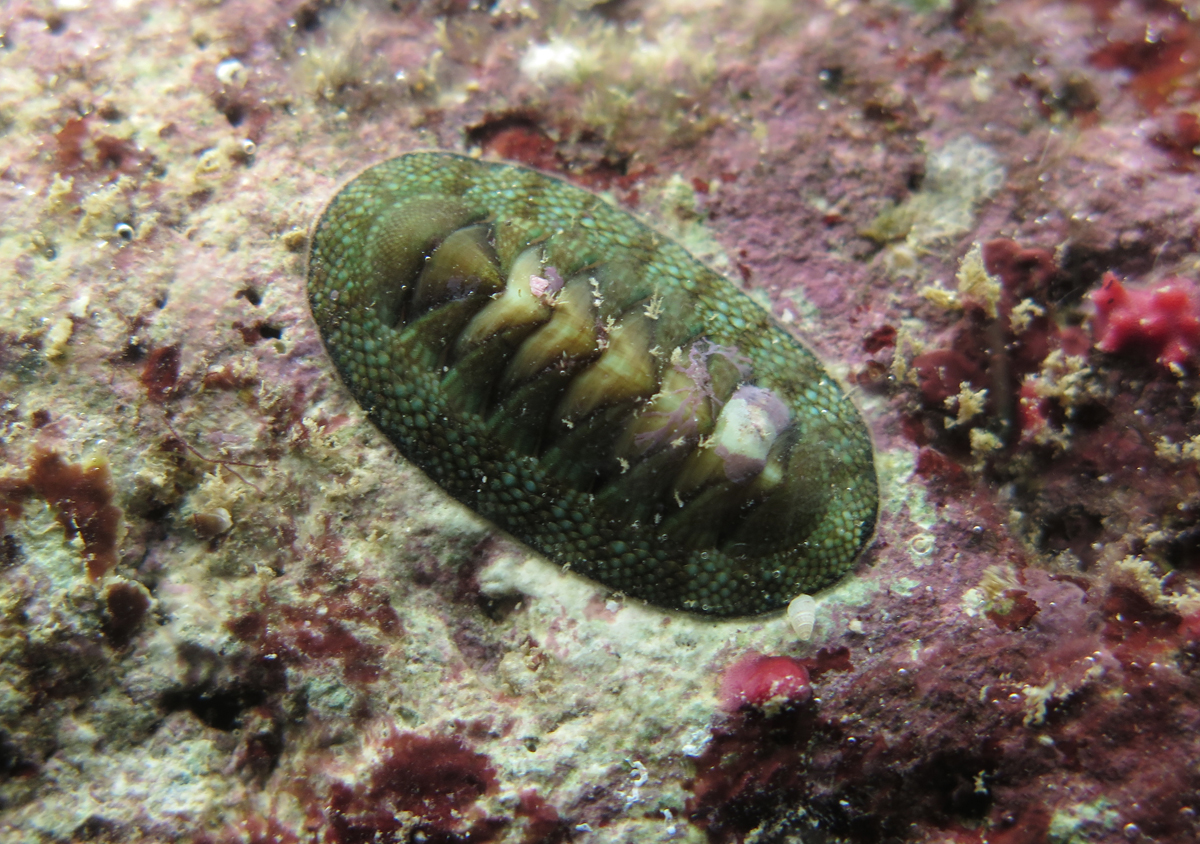
Chiton mauritianus

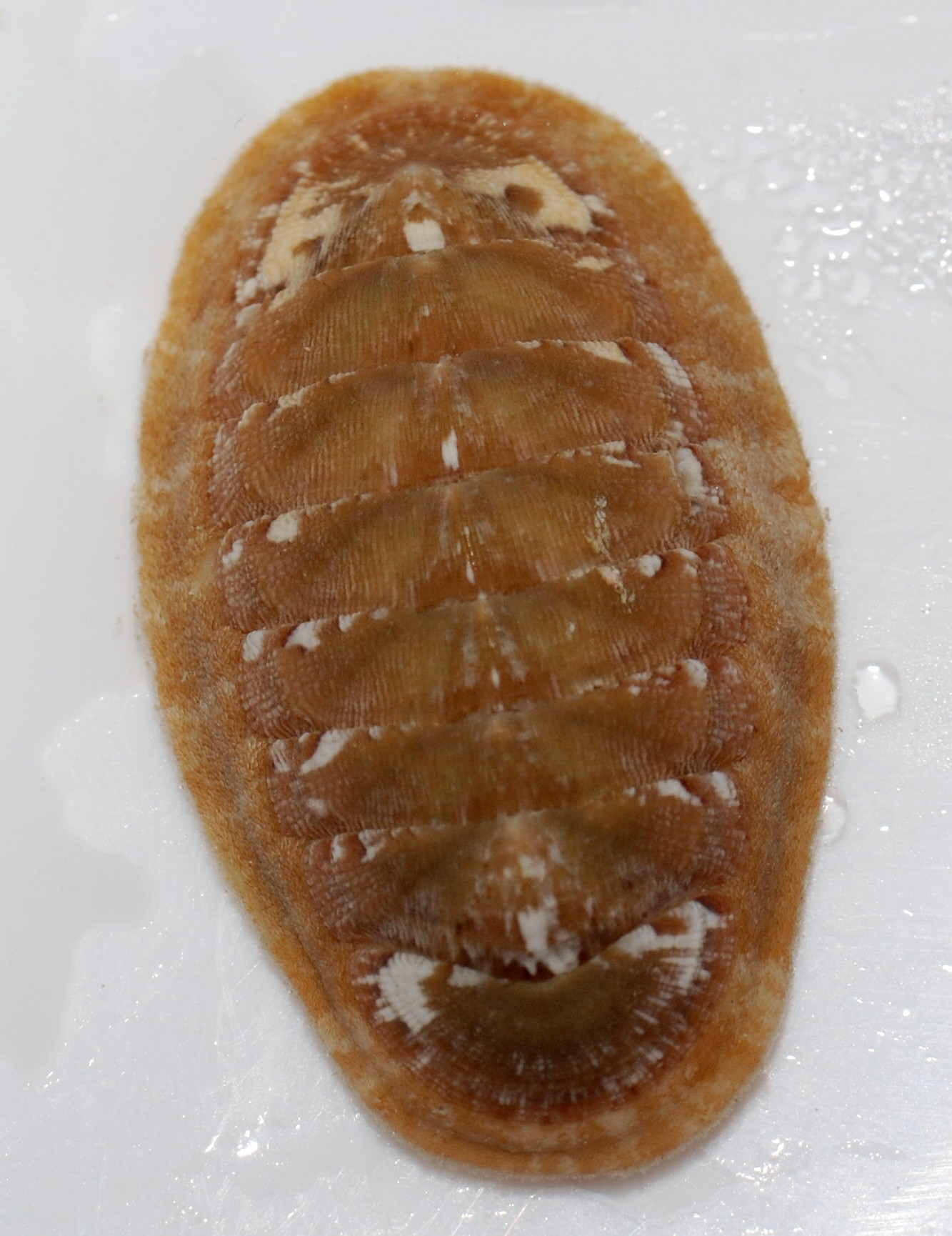
Chiton olivaceus

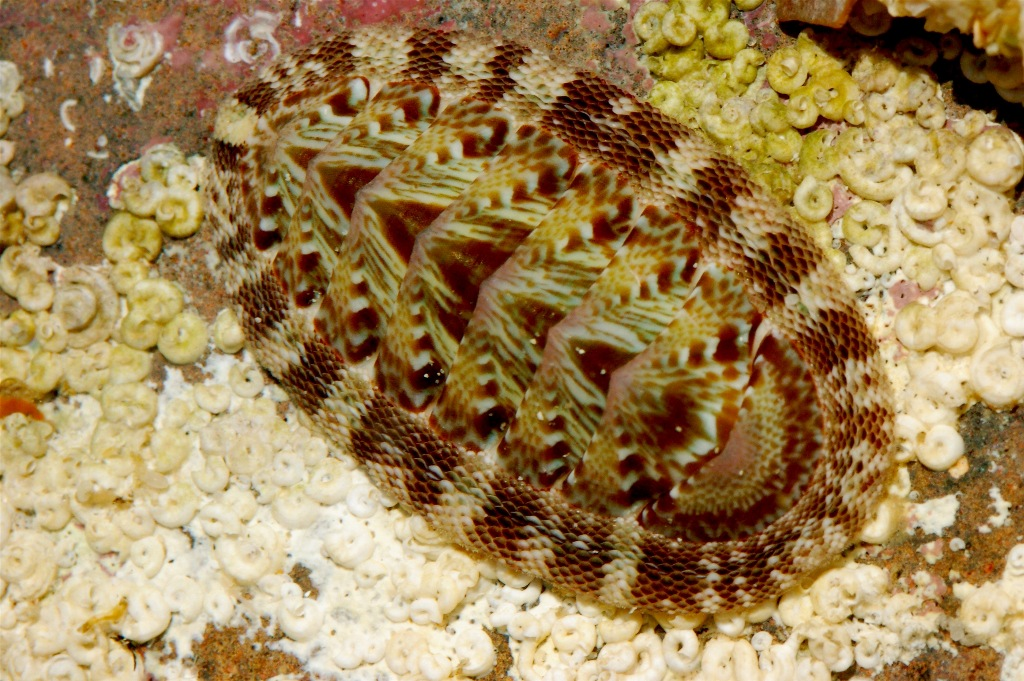
Chiton politus

El género Chiton es dividido en varios subgéneros de la siguiente manera::
- Subgénero Chiton (Chiton) Linnaeus, 1758
  - Chiton (Chiton) albolineatus Broderip & Sowerby, 1829
  - Chiton (Chiton) aorangi Creese & O'Neill, 1987
  - Chiton (Chiton) articulatus Sowerby in Broderip & Sowerby, 1832
  - Chiton (Chiton) bowenii King & Broderip, 1831
  - Chiton (Chiton) ceylanicus E. A. Smith, 1904
  - Chiton (Chiton) connectens Thiele, 1909
  - Chiton (Chiton) cumingsii Frembly, 1827
  - Chiton (Chiton) glaucus Gray, 1828
  - Chiton (Chiton) granoradiatus Leloup, 1937
  - Chiton (Chiton) granosus Frembly, 1827
  - Chiton (Chiton) groschi Kaas, 1979
  - Chiton (Chiton) kaasi (Leloup, 1981)
  - Chiton (Chiton) laterorugosus Kaas, 1986
  - Chiton (Chiton) lyratus Sowerby, 1840
  - Chiton (Chiton) magnificus (Deshayes, 1844)
  - Chiton (Chiton) marmoratus Gmelin, 1791
  - Chiton (Chiton) marquesanus Pilsbry, 1893
  - Chiton (Chiton) pelliserpentis Quoy & Gaimard, 1835
  - Chiton (Chiton) squamosus Linnaeus, 1764
  - Chiton (Chiton) stokesii Broderip in Broderip & Sowerby, 1832
  - Chiton (Chiton) themeropis (Iredale, 1914)
  - Chiton (Chiton) torri Suter, 1907
  - Chiton (Chiton) tuberculatus Linnaeus, 1758
  - Chiton (Chiton) virgulatus Sowerby, 1840
  - Chiton (Chiton) viridis Spengler, 1797

- Subgénero Chiton (Mucrosquama) (Iredale & Hull, 1926)
  - Chiton (Mucrosquama) carnosus Carpenter in Angas, 1867
  - Chiton (Mucrosquama) particolor (Hull, 1923)
  - Chiton (Mucrosquama) verconis Torr & Ashby, 1898

- Subgénero Chiton (Rhyssoplax) (Thiele, 1893)
  - Chiton (Rhyssoplax) aereus Reeve, 1847
  - Chiton (Rhyssoplax) affinis Issel, 1869
  - Chiton (Rhyssoplax) baliensis (Bullock, 1989)
  - Chiton (Rhyssoplax) barnardi Ashby, 1931
  - Chiton (Rhyssoplax) bednalli Pilsbry, 1895
  - Chiton (Rhyssoplax) burmanus Carpenter in Pilsbry, 1893
  - Chiton (Rhyssoplax) calliozonus Pilsbry, 1894
  - Chiton (Rhyssoplax) canaliculatus Quoy & Gaimard, 1835
  - Chiton (Rhyssoplax) canariensis d'Orbigny, 1839
  - Chiton (Rhyssoplax) corallinus (Risso, 1826)
  - Chiton (Rhyssoplax) corypheus Hedley & Hull, 1912
  - Chiton (Rhyssoplax) coxi Pilsbry, 1894
  - Chiton (Rhyssoplax) crawfordi Sykes, 1899
  - Chiton (Rhyssoplax) densiliratus Carpenter in Pilsbry, 1893
  - Chiton (Rhyssoplax) diaphorus (Iredale & May, 1916)
  - Chiton (Rhyssoplax) discolor Souverbie in Souverbie & Montrouzier, 1866
  - Chiton (Rhyssoplax) ectypus (de Rochebrune, 1884)
  - Chiton (Rhyssoplax) exasperatus (Iredale, 1914)
  - Chiton (Rhyssoplax) exoptandus Bednall, 1897
  - Chiton (Rhyssoplax) fosteri Bullock, 1972
  - Chiton (Rhyssoplax) funereus Hedley & Hull, 1912
  - Chiton (Rhyssoplax) heterodon (Pilsbry, 1893)
  - Chiton (Rhyssoplax) jugosus Gould, 1846
  - Chiton (Rhyssoplax) kimberi Ashby, 1928
  - Chiton (Rhyssoplax) komaianus Is. & Iw. Taki, 1929
  - Chiton (Rhyssoplax) kurodai Is. & Iw. Taki, 1929
  - Chiton (Rhyssoplax) linsleyi (Burghardt, 1973)
  - Chiton (Rhyssoplax) maldivensis (E. A. Smith in Gardiner, 1903)
  - Chiton (Rhyssoplax) mauritianus Quoy & Gaimard, 1835
  - Chiton (Rhyssoplax) olivaceus Spengler, 1797
  - Chiton (Rhyssoplax) oruktus Maughan, 1900
  - Chiton (Rhyssoplax) peregrinus Thiele, 1909
  - Chiton (Rhyssoplax) perviridis Carpenter, 1865
  - Chiton (Rhyssoplax) phaseolinus di Monterosato, 1879
  - Chiton (Rhyssoplax) politus Spengler, 1797 syn Chiton tulipa
  - Chiton (Rhyssoplax) pulcherrimus Sowerby, 1842
  - Chiton (Rhyssoplax) pulvinatus Carpenter in Pilsbry, 1893
  - Chiton (Rhyssoplax) rapaitiensis Schwabe & Lozouet, 2006
  - Chiton (Rhyssoplax) rhynchotus (de Rochebrune, 1884)
  - Chiton (Rhyssoplax) salihafui Bullock, 1972
  - Chiton (Rhyssoplax) speciosus Nierstrasz, 1905
  - Chiton (Rhyssoplax) stangeri Reeve, 1847
  - Chiton (Rhyssoplax) subassimilis Souverbie in Souverbie & Montrouzier, 1866
  - Chiton (Rhyssoplax) tectiformis (Is. Taki, 1938)
  - Chiton (Rhyssoplax) torrianus Hedley & Hull, 1910
  - Chiton (Rhyssoplax) translucens Hedley & Hull, 1909
  - Chiton (Rhyssoplax) tricostalis Pilsbry, 1894
  - Chiton (Rhyssoplax) vauclusensis Hedley & Hull, 1909
  - Chiton (Rhyssoplax) venustus (Hull, 1923)
  - Chiton (Rhyssoplax) whitleyi (Iredale & Hull, 1932)

- Subgénero Chiton (Tegulaplax) (Iredale & Hull, 1926)
  - Chiton (Tegulaplax) boucheti Kaas, 1989
  - Chiton (Tegulaplax) hululensis (Smith E.A. in Gardiner, 1903)
  - Chiton (Tegulaplax) pulchrus (Kaas, 1991)